# Быть как все
«Быть как все» (англ. Be like others) — иранский документальный фильм о жизни транссексуалов в Иране. Фильм был снят в 2008 году Таназ Эшагиан. В 2008 году фильм получил премию «Тедди» Берлинского кинофестиваля в номинации «Выбор жюри», а также приз читателей журнала Siegessäule.
Фильм показывает повседневную жизнь иранских транссексуалов, начиная с момента проведения операции по коррекции пола. Подобные операции проводятся в Иране с 1983 года по разрешению аятоллы Хомейни.
В фильме также рассказывается и о гомосексуалах, которые часто прибегают к операциям по смене пола, не являясь трансгендерами, чтобы избежать наказания, так как гомосексуальные контакты в Иране караются смертной казнью.